# Едельштейн Яків Самійлович
Яків Самійлович Едельштейн ((15 серпня 1869 , Балаклія, Харківська губернія  — 21 січня 1952 , Ленінград )) — український та радянський вчений-геолог і геоморфолог, Професор Ленінградського державного університету (з 1925),Заслужений діяч науки РРФСР (1936).

## Біографія
Народився 15 (27) серпня 1869 року в місті Балаклія, Харківська губернія, в сім'ї дрібного службовця. Рано втратив батьків, був під опікою старшої сестри, вступив до Третьої харківської класичної гімназії. З 11 років давав уроки.
У 1889 році закінчив гімназію із золотою медаллю, брав участь у гуртках, де захоплювалися публіцистами і критиками того часу (Віссаріоном Бєлінський, Миколою Чернишевським, Дмитром Писарєвим, Миколою Добролюбовим). Це разом з негативною реакцією на «мертву гімнастичну науку» сприяло пробудженню інтересу до природознавства.
Вступив на природниче відділення фізико-математичного факультету Харківського університету (в цей час на відділенні було всього 11 студентів, з них три за геологічною спеціальності). У 1894 році він закінчив університет з дипломом першого ступеня. Брав участь в екскурсіях по Кавказу з відомим географом проф. Андрієм Красновим у наукових гідрогеологічних дослідженнях Катеринославської губернії під керівництвом проф. Олександра Гурова.
Вивчав Слов'яносербський повіт, гідрогеологічним умовам якого була присвячена перша праця Я. С. Едельштейна, опублікована в 1895 році. В цій великій роботі молодий вчений, крім геологічних і гідрогеологічних відомостей, наводить багато даних про рельєф, а також намагається з'ясувати походження і розвиток поверхні вивченої території і зв'язок рельєфу з геологічною будовою. Він повідомляє про відмінності в будові річкових долин і балок в залежності від геологічної структури і від складу порід. Підкреслює порівняно слабкий розвиток ярів внаслідок малого поширення пухких порід. Разом з тим відзначає своєрідні риси рельєфу кам'яновугільної смуги повіту, де «у сутності ми маємо перед собою скоріше низьку гірську країну, з усіма властивими останніми типовими особливостями».

### Геологічні дослідження

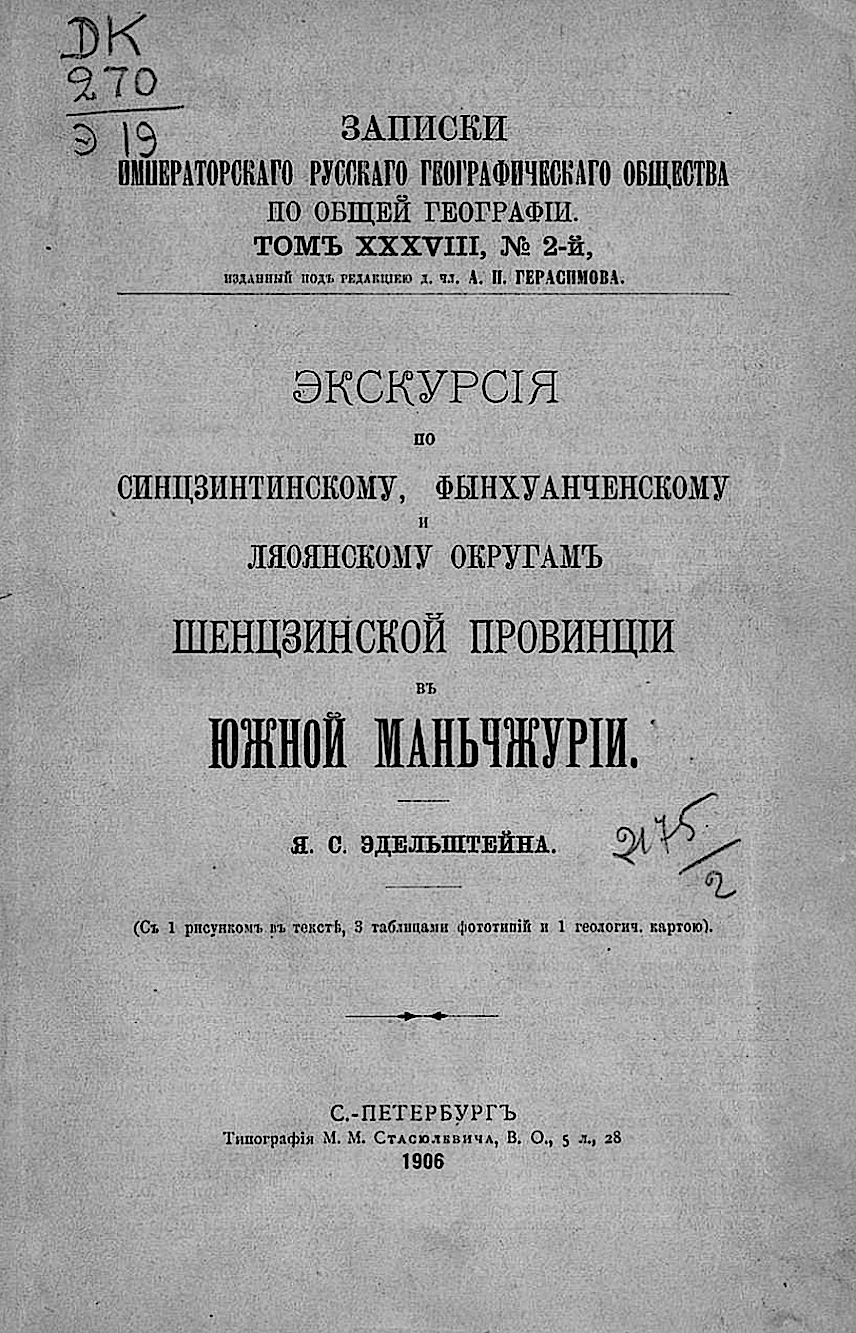
Я. С. Едельштейн. Екскурсія по… Південної Маньчжурії. 1906.

Після закінчення університету працював з 1896 по 1903 рік на Далекому Сході за завданням Російського золотопромислового товариства. На Далекий Схід він вирушив морем, боСибірська залізниця тоді ще тільки будувалася. У 1896 році Яків Самойлович працював у Північній Кореї та в Південно-Уссурійському краю, у 1897—1901 роках — в районі хребта Сіхоте-Аліня, в 1902 році — в Північній Маньчжурії, в районі хребта Малий Хінґан, а в 1903 році — в Мукденській провінції Південної Маньчжурії. На Сіхоте-Аліні він відкрив новий золотоносний район в басейні р. Тумнін.
Крім вивчення нового золотоносного району в басейні р. Тумнін, Якову Самійловичу вдалося зробити на Сіхоте-Алінь значні геологічні та геоморфологічні відкриття. Він знайшов багату міоценову флору в дислокованих товщах, що дозволило встановити молодий вік складчастості хребта; описав великий лавовий (базальтовий) покрив у центральній частині хребта. Було зроблено багато цінних спостережень над рельєфом.
Результати досліджень були викладені у низці друкованих робіт, де висвітлені не тільки родовища корисних копалин, але і загальні геологічні, геоморфологічні та географічні особливості хребта Сіхоте-Алінь. За проведені дослідження Я. С. Едельштейн був нагороджений Географічним товариством золотою медаллю.
Про переваги цих робіт Якова Самійловича академік Феодосій Чернишов у своєму відгуку (1905 рік) Географічному товариству писав наступне: «На підставі робіт Я. С. Едельштейна ми маємо тепер вперше певну картину орографії та геології цього майже незачепленою дослідженнями дуже цікавого хребта… В особі Я. С. Едельштейна (Географічне) товариство має у своєму середовищі одного з найдієвіших членів, що працюють на користь географічної науки, який відзначився своїми різноманітними подорожами і дослідженнями не лише як добре підготовленого геолога, але і взагалі багатосторонньо досвідченого географа».
Одночасно з дослідженнями на Далекому Сході (1901), здійснив тривалу навколосвітню подорож морем і сушею, побувавши в Японії, Китаї, Індії, на Гавайських островах, в Північній Америці, а також у Західній Європі (Англія, Франція, Німеччина). Ця подорож була пов'язана з перервою у польових дослідженнях через боксерське повстання в Китаї. Пізніше, в 1928 році, відвідав Німеччину, Австрію та Італію. Всі ці подорожі сприяли розширенню його географічного кругозору.
З 1904 по 1907 рік працював співробітником («консерватором») Геологічного музею Академії наук, за дорученням якої і за сприяння Географічного і Мінералогічного товариств він вивчав геологію Гірської Бухари, зокрема хребтів Петра Першого, Гармської долини і Дарвазького. Польові дослідження проводилися в 1904—1906 роках. Головною їх метою було вивчення палеозойських відкладень, про які до того було дуже мало відомостей.
Результатами досліджень Я. С. Едельштейн присвятив ряд робіт. Головна з них «Верхньопалеозойські шари Дарваза» (1908) була удостоєна в 1912 році Географічним товариством медалі імені М. М. Пржевальського.
Попутно з цими дослідженнями Яків Самійлович вивчав сліди давнього зледеніння, переважно в хребті Петра Першого. Зазначені типові льодовикові форми: троги, переуглублені долини, ригелі, кари, льодовикові озера, поліровані скелі. З'ясувалося, що на південних схилах зазначеного хребта сліди зледеніння зустрічаються до рівня близько 2000 м. висоти над рівнем моря.

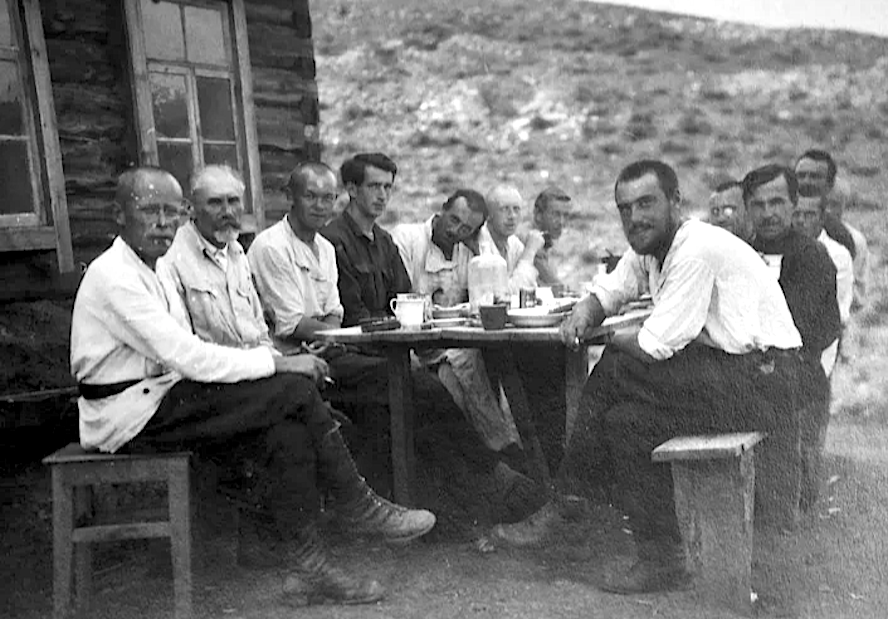
Яків Едельштейн (другий зліва) з колегами під час експедиції по Забайкаллю. 1926 рік.

Дещо пізніше (у 1909 році) ці спостереження були використані Яковом Самійловичем при складанні, спільно з Олександром Герасимовим, «Інструкції для вивчення слідів давнього зледеніння», яка була видана Географічним товариством. «Інструкція» стала першою узагальнюючою роботою (російською мовою) про льодовикові форми гір. У ній, крім відповідних вказівок, наведена точна характеристика форм, яка супроводжувалася прекрасними світлинами з Середньої Азії, Кузнецького Алатау і Кавказу. Разом з тим це була, по суті, перша власне геоморфологічна робота Якова Самійловича.
З 1907 року був геологом (з 1912 року — старшим геологом) Геологічного комітету, де він працював з невеликими перервами до ліквідації комітету у 1930 році. Довголітній співробітник Геологічного комітету Яків Самійлович був одним з керівних діячів цього найбільшого центру геології в Росії. Тут він взяв участь у дослідженні золотоносних районів Сибіру, переважно в Мінусинському краї, разом з прилеглими районами Кузнецького Алатау, Західного і Східного Саяна. Вивченню цих районів він присвятив близько 20 років.
Крім поточної керівної роботи в секції четвертинної геології і геоморфології, Яків Самійлович був одним з організаторів Міжнародної конференції з вивчення четвертинних відкладів (1932), а також 17-ї сесії Міжнародного геологічного конгресу (1937). Дуже велику і відповідальну роботу він виконував на посаді головного (фактичного) редактора багатотомного і складного видання «Геологія СРСР», яким він керував з повним знанням справи і з властивим йому тактом.
За завданням Геологічного комітету (тоді Центрального геологорозвідувального інституту) організував у 1929 році велику експедицію з вивчення рельєфу і четвертинних відкладень Західно-Сибірської низовини. Роботами цієї експедиції було покладено початок новітнім систематичним геологічними та геоморфологічними дослідженнями в Західному Сибіру, в яких велику участь брали найближчі співробітники Якова Самійловича (А. Г. Бер, В. І. Громов, В. О. Дементьєв та ін.)
Під час німецько-радянської війни, перебуваючи в евакуації в Єкатеринбурзі (тоді Свердловську), очолював велику роботи із складання геоморфологічної карти Уралу, об'єднавши навколо себе велику кількість геоморфологов і геологів.
Істотне значення для поширення точних геоморфологічних відомостей серед геологів-«наймачів», які не мали достатньої геоморфологічної підготовки, мали інструкції, опубліковані Яковом Самійловичем (1935 і 1947 роках). Так, в «Короткому методичному посібнику для організації геоморфологічних спостережень у полі» (1947 рік) поряд з методичними вказівками розміщено чимало загальних відомостей. Були описані різні типи долин, річкові тераси, особливості рельєфу міжрічкових просторів, рівнинних і гірських. Якову Самійловичу вдалося коротко (на 66 сторінках) і систематично викласти різноманітні поняття генетичної геоморфології і широку програму збору і обробки геоморфологічних даних.

### Географія

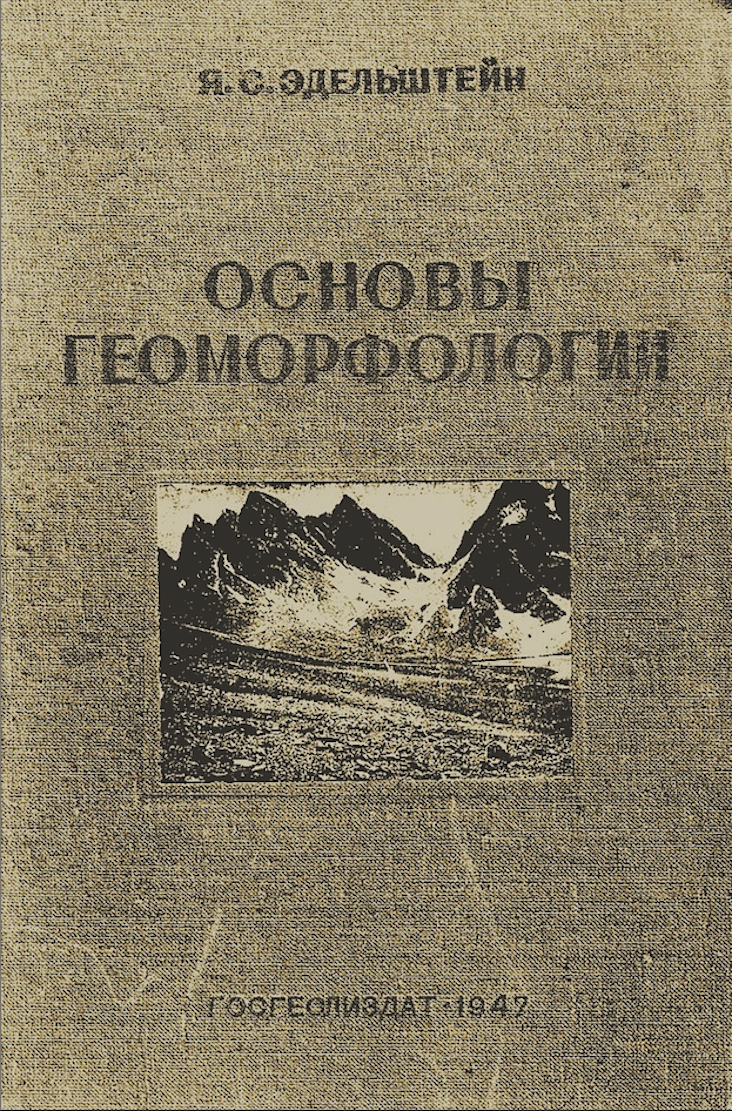
Підручник з основ геоморфології, 1947.

Велике значення мають праці Я. С. Едельштейна, присвячені особливостям рельєфу і геології Західно-Сибірської низовини і особливо книга «Геоморфологічний нарис Західно-Сибірської рівнини» (1936 рік).
Основною територією досліджень був Мінусінський край, де він працював протягом 20 років (з 1907 року). Цьому регіонові він присвятив велику кількість робіт, серед яких, крім численних статей і «звітів», треба зазначити описи екскурсій Міжнародного геологічного конгресу (1937).
Відомий як автор першого курсу геоморфології російською мовою, він витримав кілька перевидань, по ньому вчилися кілька поколінь геоморфологів.
Відразу після далекосхідних експедицій став дійсним членом Географічного товариства.
У 1930—1938 рр. він був одним з керівників товариства (на посаді ученого секретаря і його редактора «Известий»), а в останні роки (з 1947 року) був членом Президії товариства.
Перший голова Геоморфологічної комісії товариства. Ця комісія, яка виникла в 1928 році, була однією з найбільш діяльних організацій Географічного товариства. Вона була не лише об'єднанням ленінградських геоморфологів, але і школою для доповідачів і слухачів. Значна частина доповідей була згодом опублікована у «Відомостях Географічного товариства». Був одним з організаторів всесоюзних географічних з'їздів 1933 і 1947 років.
Багато зробив для розвитку географічної освіти в Росії. Він належить до числа засновників і перших професорів вищих географічних курсів, а потім і Географічного інституту, що виник на їх основі в 1918 році в Ленінграді.
З 1924 року, після злиття інституту з Ленінградським університетом став деканом географічного факультету, потім довгий час був директором Географо-економічного науково-дослідного інституту при Географічному факультеті. В останні роки діяльності (1944—1949) він очолював дві кафедри геоморфології та загальної геології.

### Репресії
У 1949 році, в обстановці секретності, були заарештовані вчені-геологи, що працювали над вивченням корисних копалин в Красноярському краї. Вони звинувачувалися газетою «Правда» і вищим партійним керівництвом країни нібито у приховуванні знайдених родовищ урану, тобто у шкідництві на користь іноземних держав. Серед них за доносом опинився і професор Я. С. Едельштейн.
Перед цим прилюдно, під приводом обговорення нового видання книги «Основи геоморфології», його намагалися звинуватити в космополітизмі.
31 березня 1949 року Яків Самійлович був заарештований. 28 жовтня 1950 року його засудили на 25 років.
Помер у тюремній лікарні в Ленінграді 12 січня 1952 року. Посмертно реабілітований в 1954 році.
Місцезнаходження його могили невідоме.

## Родина

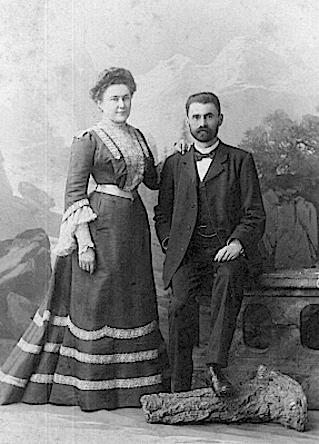
Я. С. Едельштейн з дружиною. Дореволюційне фото.

Був одружений з Вірою Олександрівною Сементовською, донькою Олександра Максимовича Сементовського-Курилло.
В 1920 році вони удочерили дванадцятирічну племінницю Віри Олександрівни, Сементовську Зою Сергіївну.

## Нагороди, звання та премії
- 1936 — Заслужений діяч науки РРФСР
- 1944 — Орден Трудового Червоного Прапора
- 1946 — медаль За трудову доблесть
- 1949 — Орден Леніна.

## Пам'ять
Ім'ям Я. С. Едельштейна названі географічні об'єкти:
- Пік Едельштейна — вершина в хребті Крижина (Саяни)[5].
- Мис Едельштейна — Уссурійська затока, Владивосток[6].
- Льодовик Едельштейна — на острові Північний (Нова Земля)[7].
- Підводний вулканічний масив Едельштейна — за 22 км на північ від острова Чирінкотан, на краю Курильської глибоководні улоговини[8].
- Меморіальний знак «Остання адреса» встановлено на будинку, в якому проживав Я. С. Едельштейн (Санкт-Петербург, Перша лінія Василівського острова, будинок № 54)[9][10].

Ім'я вченого в палеонтологічних назвах:
- Pseudofusulina edelshteini Kalmykova[12], 1956 — підклас форамініфер, Нижня Перм Середньої Азії.
- Ethmophyllum edelsteini (Vologdin, 1931), спочатку Tegerocyathus — тип археоціат, Нижній Кембрій Хакасії.
- Korovinella edelsteini (Yavorsky, 1932), спочатку Clathrodictyon — клас строматопорат, Нижній Кембрій Західного Саяна.
- Edelsteinaspis Lermontova, 1940 — клас трилобітів, Нижній Кембрій Мінусинського району.
- Kooteniella edelsteini Lermontova, 1940 — клас трилобітів, Середній Кембрій Мінусинського району.
- Juvenites edelsteini Shevyrev, 1990 — клас головоногів, Нижній Тріас Дарваза.
- Prosicanites edelsteini Tumanskaya, 1937 — клас черевоногих молюсків, Нижня Перм Паміру.
- Acantospirifer edelschteini Manakova, 1964 — клас замкових плечоногів, Нижній Силур Середньої Азії.
- Comarotoechia edelchteini Zavodowsky, 1970 — клас замкових плечоногів, Нижня Перм Північно-східної Росії.
- Purdonella edelchteini Zavodowsky, 1970 — клас замкових плечоногів, Нижня Перм Північно-східної Росії.

У Дюссельдорфі працює «Геоклуб імені Якова Едельштейна». Його члени кілька разів на місяь ходять у краєзнавчі походи по Північній Рейну-Вестфалії.